# Loft

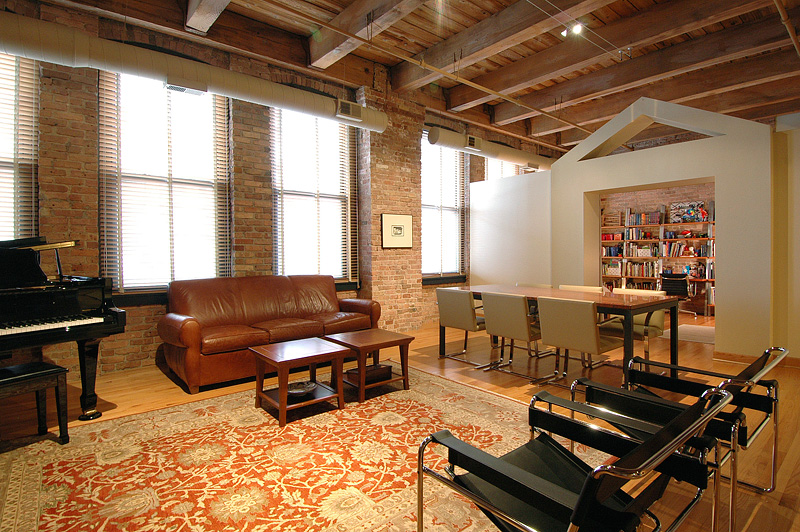
Appartamento ricavato da una stamperia nel Near West Side di Chicago.

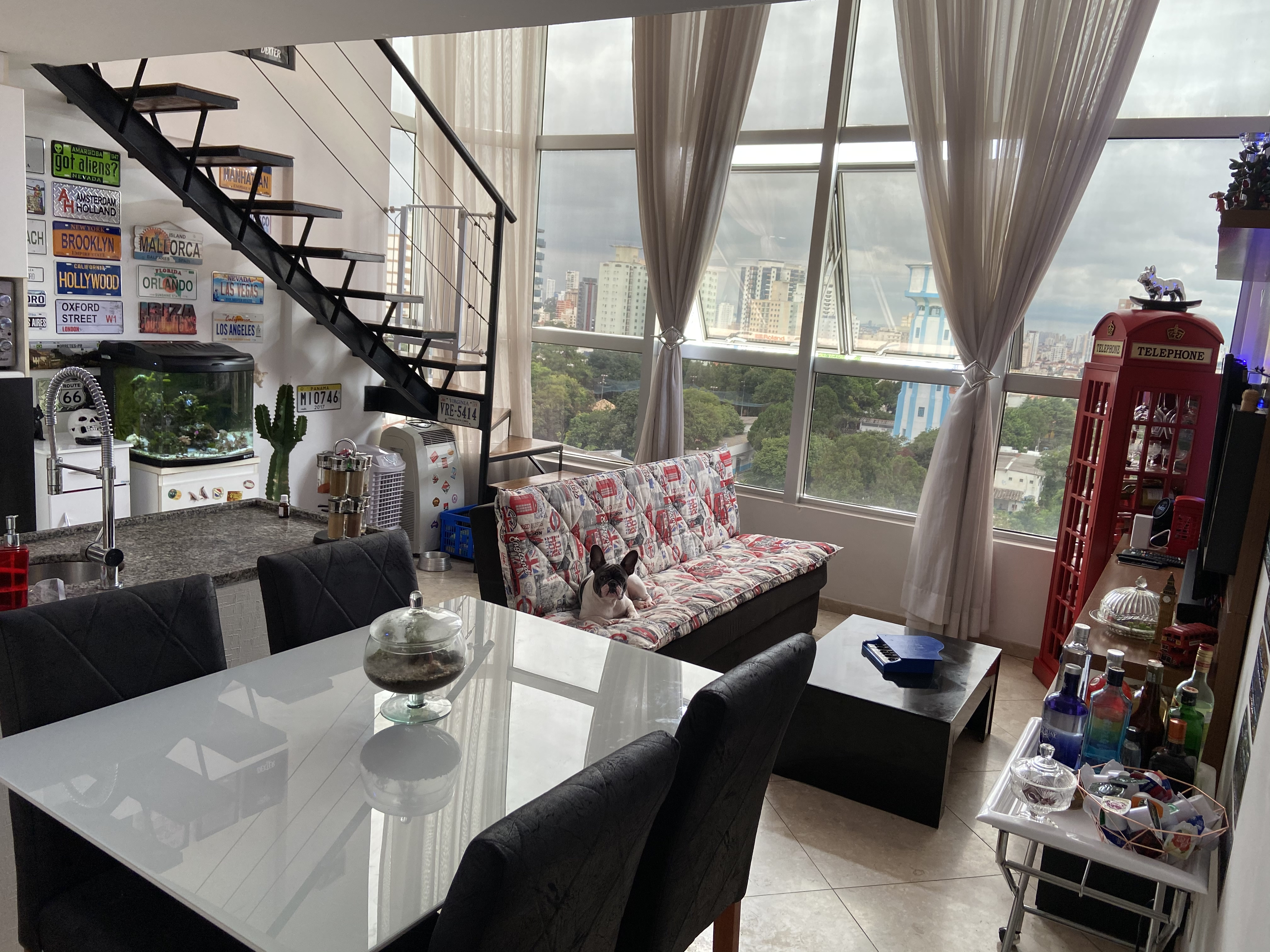
Sao Paulo.

Il loft è un'abitazione ricavata da un ambiente unico, di solito uno spazio industriale o commerciale dismesso, di notevole superficie, da non confondere con l'attico. È caratterizzato dalla quasi totale assenza di divisori e da altezze interne maggiori rispetto agli immobili costruiti a uso residenziale e maggiori superfici finestrate, con inserimento di dotazioni igienico-sanitarie adatte all'uso di abitazioni e particolarmente confortevoli e personalizzate. Si dice loft anche un'abitazione molto ampia che segue lo stesso stile nell'utilizzo e nell'organizzazione aperta degli spazi interni.
Lo studio della trasformazione è particolarmente riuscito se eseguito partendo dalla valorizzazione degli elementi preesistenti resi funzionali con il nuovo utilizzo residenziale.
Il recupero architettonico di spazi industriali dismessi per convertirli a uso abitativo presenta anche l'aspetto positivo di evitare il consumo di territorio naturale e urbano con nuove costruzioni, sottraendo i manufatti a una condizione di progressivo degrado con evidente recupero del paesaggio.
La parola inglese loft, il cui significato proprio è solaio/soffitto, deriva dal norvegese antico "lopt" ("aria", confrontabile con il tedesco "luft", con il medesimo significato).
Le prime esperienze di realizzazione di loft risalgono agli anni '70 del Novecento e traggono origine dall'allestimento di case-atelier da parte di artisti statunitensi nei pressi di New York.

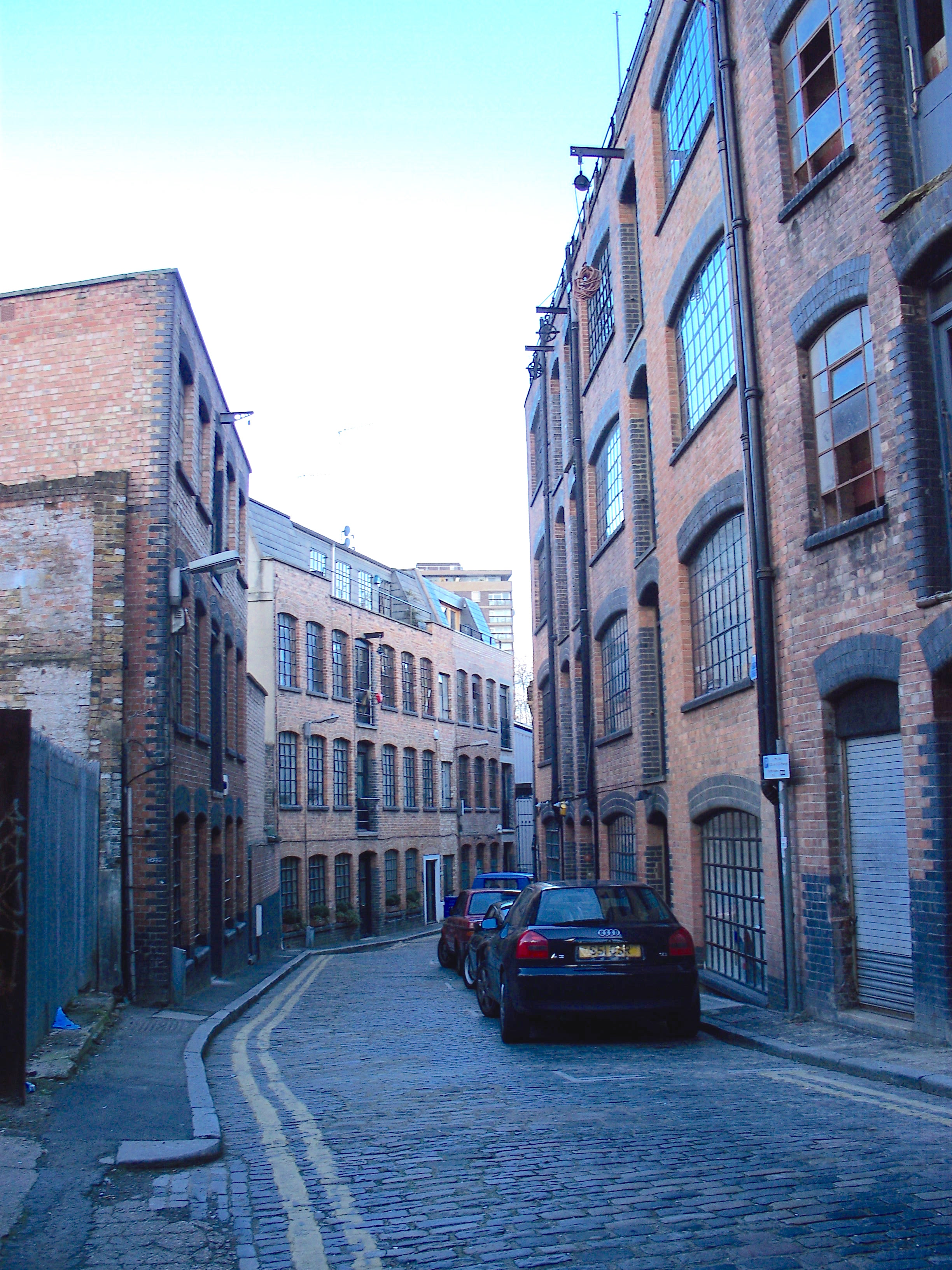
Laboratorio trasformato in casa a Hoxton (Londra).